# ATC kód D07
ATC kód D07 Kortikosteroidy, dermatologika je hlavní terapeutická skupina anatomické skupiny D. Dermatologika.

## D07A Kortikosteroidy, samotné

### D07AA Kortikosteroidy, slabě účinné (skupina I)
D07AA02 Hydrokortison
D07AA03 Prednisolon

### D07AB Kortikosteroidy, středně účinné (skupina II)
D07AB02 Hydrokortison butyrát
D07AB09 Triamcinolon
D07AB10 Alclomethason
D07AB19 Dexamethason acetát

### D07AC Kortikosteroidy, silně účinné (skupina III)
D07AC01 Betamethason
D07AC04 Fluocinolon
D07AC13 Mometazon
D07AC14 Metylprednisolon aceponat
D07AC17 Flutikason
D07AC18 Prednikarbat

### D07AD Kortikosteroidy, velmi silně účinné (skupina IV)
D07AD01 Klobetasol
D07AD02 Halcinonid

## D07B Kortikosteroidy, kombinace s antiseptiky

### D07BA Kortikosteroidy, slabě účinné, kombinace s antiseptiky
D07BA01 Prednisolon a antiseptika

### D07BB Kortikosteroidy, středně účinné, kombinace s antiseptiky
D07BB03 Triamcinolon a antiseptika

## D07C Kortikosteroidy, kombinace s antibiotiky

### D07CA Kortikosteroidy, slabě účinné, kombinace s antibiotiky
D07CA01 Hydrokortizon a antibiotikum

### D07CC Kortikosteroidy, silně účinné, kombinace s antibiotiky
D07CC01 Betamethason a antibiotika

## D07X Kortikosteroidy, jiné kombinace

### D07XA Kortikosteroidy, slabě účinné, jiné kombinace
D07XA02 Prednisolon/kyselina salicylová

### D07XB Kortikosteroidy, středně účinné, jiné kombinace
D07XB02 Triamcinolon

### D07XC Kortikosteroidy, silně účinné, jiné kombinace
D07XC01 Betamethason
D07XC03 Mometazon

### D07XD Kortikosteroidy velmi silně účinné, jiné kombinace
D07XD Kortikosteroidy, silně účinné, jiné kombinace

## Poznámka
- Registrované léčivé přípravky na území České republiky.
- Informační zdroj: Státní ústav pro kontrolu léčiv, Všeobecná zdravotní pojišťovna.